# Algernon Charles Swinburne
Algernon Charles Swinburne (ur. 5 kwietnia 1837 w Londynie, zm. 10 kwietnia 1909 tamże) – angielski poeta, dramaturg, powieściopisarz i krytyk; łączył idee prerafaelitów z tradycją romantyczną. Pisał ballady, liryki, dramaty historyczne i poetyckie (Atalanta w Kalydonie), prace krytyczno- i historycznoliterackie. Był współautorem jedenastej edycji Encyklopedii Britanniki.

## Życiorys
Pochodził z zamożnej, arystokratycznej rodziny; jego ojciec był admirałem, a matka, Lady Jane, córką hrabiego Ashburnham. Wychowywał się w Anglii i Francji, poznając obie kultury. W 1859 roku opuścił Uniwersytet Oksfordzki bez uzyskania dyplomu. W tym czasie zaprzyjaźnił się z rodzeństwem Rossettich, Dantem Gabrielem i Christiną. Był znawcą literatury francuskiej i jednym z pierwszych w Anglii popularyzatorów twórczości Charles’a Baudelaire’a.
Każde wakacje Swinburne spędzał w Northumberland, najwyżej położonym na północy angielskim hrabstwie, które uważał za swoje rodzinne miejsce i które opisywał w wielu swoich poematach, m.in. Northumberland i Grace Darling.
Był uzależniony od alkoholu. Z zagrażającego życiu poety nałogu wyrwał go przyjaciel, Theodore Watts-Dunton, który w podmiejskim domu w Putney odizolował go od trunku i szkodliwego towarzystwa.

## Twórczość
Zaliczany jest zwyczajowo do poetów dekadenckich, jednak Oscar Wilde nazwał go „blagierem w sprawach występku, który zrobił wszystko, co mógł, aby przekonać swoich bliźnich o swoim homoseksualizmie i bestialstwie, nie będąc w najmniejszym stopniu homoseksualistą albo bestią”.
Wydane w 1866 roku Poems and Ballads wywołały sensację i do dziś pozostały najlepiej znanym dziełem Swinburne’a. Niektóre utwory z tego tomu odnosiły się do twórczości Safony (Anactoria, Sapphics); inne nawiązywały do motywów antycznych lub, podobnie jak twórczość prerafaelitów, średniowiecznych (Hymn to Proserpine, Dolores (Notre-Dame des Sept Douleurs)). W 1882 wydał zbiór Tristram of Lyonesse and Other Poems, zawierający tytułowy poemat Tristram of Lyonesse i cykl A Dark Month.
Był mistrzem formy – jego utwory charakteryzują się bogactwem i różnorodnością wersyfikacji. Poeta pisał sonety i liryki w kształcie ballady francuskiej, wynalazł też roundel. Szczególnie często poeta sięgał po aliterację.
Nominowany był do literackiej Nagrody Nobla w latach 1903–1909, nigdy jednak nie otrzymał nagrody.

## Dzieła
Poems and Ballads (1866)
Chastelard (1869)
Poems and Ballads. Second Series (1878)
Specimens of Modern Poets: The Heptalogia or The Seven against Sense (1880)
Tristram of Lyonesse and Other Poems (1882)
A Century of Roundels (1883)
A Midsummer Holiday and Other Poems (1884)
Marino Faliero (1885)
Locrine: A Tragedy (1887)
Poems and Ballads. Third Series (1889)
Astrophel and Other Poems (1894)
The Tale of Balen (1896)
A Channel Passage and Other Poems (1904)
The Duke of Gandia (1908)
The Ballade of Truthful Charles and Other Poems (1910)
The Italian Mother and Other Poems (1918)
Ballads of the English Border (1925)

## Cytowania
Fragment Ogrodu Persefony występuje w powieści Jacka Londona Martin Eden. Pojawia się on również u Stanisława Lema Głos Pana.

## Przekłady
Dzieła Swinburne’a są znane w Polsce. Dramat Atalanta w Kalidonie przełożył na język polski Jan Kasprowicz. Poeta ten przetłumaczył również poemat Anaktoria. Fragmenty Atalanty w Kalidonie spolszczyła także Maria Konopnicka. Utwory Pielgrzymi, Dolores i Triady przełożył Antoni Lange. Jerzy Pietrkiewicz przyswoił roundel Wędrowny wiatru wiew, natomiast Stanisław Barańczak zamieścił w swojej antologii Od Chaucera do Larkina wiersz Ogród Persefony.